# Gabriel Rufián
Juan Gabriel Rufián Romero (Santa Coloma de Gramenet, 8 febbraio 1982) è un attivista e politico spagnolo legato ai movimenti della sinistra indipendentista catalana.
Alle elezioni generali del 2015 viene presentato come capo della lista di ERC e venne eletto deputato al Congresso dei Deputati di Spagna. Nel maggio 2015 venne nominato membro della Segreteria dell'Assemblea Nazionale della Catalogna, posto che abbandonò il 30 ottobre 2015 quando fu eletto per dirigere la lista della Esquerra Republicana de Catalunya a Barcellona, in occasione delle elezioni legislative del 20 dicembre. È il vicepresidente del gruppo ERC al Congresso.

## Biografia
Figlio di immigrati andalusi originari di Alcaudete (Jaén) e Turón (Granada) trasferitesi nella località di Santa Coloma de Gramenet di Badalona si è laureato come consulente del lavoro e ha svolto la magistrale in gestione delle risorse umane presso l'Università Pompeu Fabra. Vive attualmente a Sabadell. Prima di entrare in politica ha lavorato per dieci anni in un'agenzia di lavoro interinale.

## Carriera politica
Ha iniziato l'attivismo indipendentista come membro di Súmate, una piattaforma che rivendica l'indipendenza catalana in castigliano. Nel 2015 è entrato a far parte dell'Assemblea nazionale catalana e a maggio è stato eletto membro della sua segreteria nazionale .L'11 settembre è stato uno dei protagonisti della manifestazione Via Lliure organizzata durante la Diada. Il 30 ottobre ha annunciato che avrebbe lasciato la direzione dell'Assemblea nazionale catalana per presentarsi alle elezioni a capo della lista di Esquerra Republicana de Catalunya per le elezioni del Congresso dei Deputati il 20 dicembre 2015.
Nel maggio 2016, è stato nuovamente nominato capo di Esquerra Republicana de Catalunya  per le elezioni del Congresso de 26 giugno dello stesso anno, formando un nuovo tandem con Joan Tardà.